# Черник, Степан Семёнович
Степан Семёнович Черник — советский хозяйственный, государственный и политический деятель.

## Биография
Родился в 1896 году. Член КПСС с 1919 года.
С 1914 года — на хозяйственной, общественной и политической работе. В 1914—1971 гг. — батрак, учитель, участник Гражданской войны в России, военком 1-го боевого бронепоезда, заведующий следственной частью Реввоентрибунала в Хорезме, заведующий отделением, преподаватель САКУ, партийный работник в Ташкенте, главный редактор газеты «Правда Востока», заместитель главного редактора, главный редактор газеты «Коммунист Узбекистана».
Избирался депутатом Верховного Совета Узбекской ССР 2-го, 4-го, 5-го созывов.
Умер после 1971 года.